# Gaspard (prénom)
Pour les articles homonymes, voir Gaspard.
Cette page présente le prénom Gaspard ainsi que ses variantes.
Gaspard est un prénom masculin utilisé en français. La forme « Gaspar » existe en espagnol, on trouve aussi la forme « Caspar » et des variantes dans d'autres langues.

## Origine
Gaspard du latin tardif Gaspar, lui-même du latin classique Caspar. Un nom donné à l'un des mages dans la tradition de l'Église occidentale, de l'hébreu biblique גִּזְבָּר (gizbar), dérivé du persan ganzabara (« gardien du trésor »), de *ganzah (« trésor ») + *barah (« fardeau »), du proto- Indo-européen *bʰer- (« prendre »),.

## Fête
Les Gaspard sont fêtés le 6 janvier, jour des Rois mages (Gaspard, Melchior et Balthazar) dans la plupart des pays de tradition catholique, ou le 28 décembre en l'honneur de Gaspard del Bufalo.

## Équivalents
Les équivalents du prénom Gaspard dans d'autres langues sont :
- en anglais : Jasper, Caspar
- en allemand : Caspar, Kaspar
- en espagnol : Gaspar
- en danois : Kasper
- en hongrois : Gáspár
- en italien : Gaspare
- en islandais : Jesper
- en letton : Kaspars
- en norvégien : Kaspar
- en polonais : Kacper
- en suédois : Kaspar
- en tchèque : Kašpar

## Personnalités
Pour les articles sur les personnes portant ce prénom, consulter les listes générées automatiquement pour Caspar,  Gaspar, Gaspare, Gáspár, Gaspard, Jasper, Jesper, Kaspar, Kaspars ou Kasper.